# Patagoniodes
Patagoniodes is een geslacht van vlinders van de familie snuitmotten (Pyralidae), uit de onderfamilie Phycitinae.

## Soorten
- P. farinaria (Turner, 1904)
- P. hoenei Roesler, 1969
- P. kurtharzi Roesler, 1983
- P. likiangella Roesler, 1969
- P. nipponella Ragonot, 1901
- P. popescugorji Roesler, 1969
- P. semari Roesler & Kuppers, 1981